# Hattstofferare
Hattstofferare är en äldre benämning på en yrkesman som utformar damhattar, exempelvis med band och dekorationer. Mot mitten av 1800-talet ersattes ordet av modist, som dittills syftat på den som handlade med modetillbehör och fabricerade modeartiklar.

## Beskrivning
Hattstofferaren köpte hattarna från hattmakarna (filtarna). När produkten fått önskvärd fason och elegans såldes den till hågade kunder.

## Källhänvisningar
1. ↑  "modist". NE.se. Läst 21 augusti 2014.